# یواس‌اس ال‌اس‌تی-۸۴۹
یواس‌اس ال‌اس‌تی-۸۴۹ (به انگلیسی: USS LST-849) یک کشتی بود که طول آن ۳۲۸ فوت (۱۰۰ متر) بود. این کشتی در سال ۱۹۴۴ ساخته شد.